# Maurice Duruflé

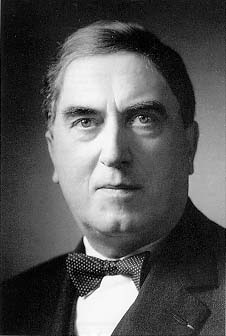
Maurice Duruflé (1962)

Maurice Duruflé (* 11. Januar 1902 in Louviers, Département Eure; † 16. Juni 1986 in Paris) war ein französischer Organist und Komponist.

## Leben
Duruflé war zunächst Privatschüler von Louis Vierne und Charles Tournemire, später studierte er am Pariser Konservatorium bei Jean Gallon, Komposition bei Paul Dukas sowie bei Eugène Gigout. Ab 1929 war er Organist an der Pariser Kirche St. Étienne-du-Mont und bereiste Europa und Nordamerika als Konzertorganist. 1943 wurde er Professor für Harmonielehre am Conservatoire.
1953 heiratete Duruflé die Organistin Marie-Madeleine Chevalier (1921–1999), eine Schülerin Marcel Duprés, mit der er auch oft gemeinsam auftrat.
Beide erlitten am 29. Mai 1975 einen schweren Autounfall, der die Organistenkarriere der Duruflés beendete. Sein letztes Werk, der kurze Chorsatz Notre-Père, entstand 1977. Maurice Duruflé starb 1986 im Alter von 84 Jahren in Paris.

## Ehrungen
- 1954 Chevalier der Ehrenlegion
- 1966 Offizier der Ehrenlegion

## Werk
Duruflé schrieb vor allem geistliche Vokal- und Orgelmusik. Obwohl er sein Leben lang komponierte, hat er nur einen Bruchteil seines Schaffens zur Veröffentlichung freigegeben. Sein von der Spätromantik, dem Impressionismus und dem Gregorianischen Choral beeinflusstes Gesamtwerk umfasst nur 14 mit Opuszahl versehene Werke, die sich jedoch ausnahmslos durch großes Können und hohe Originalität auszeichnen.
Unter den Orgelwerken ragen die Suite op. 5 von 1932 sowie das 1942 entstandene Prélude et Fugue sur le nom d’Alain op. 7 hervor. Berühmt wurde sein Requiem (1947) für Soli, Chor, Orgel und Orchester, das als Meisterstück französischer Kirchenmusik anerkannt ist.

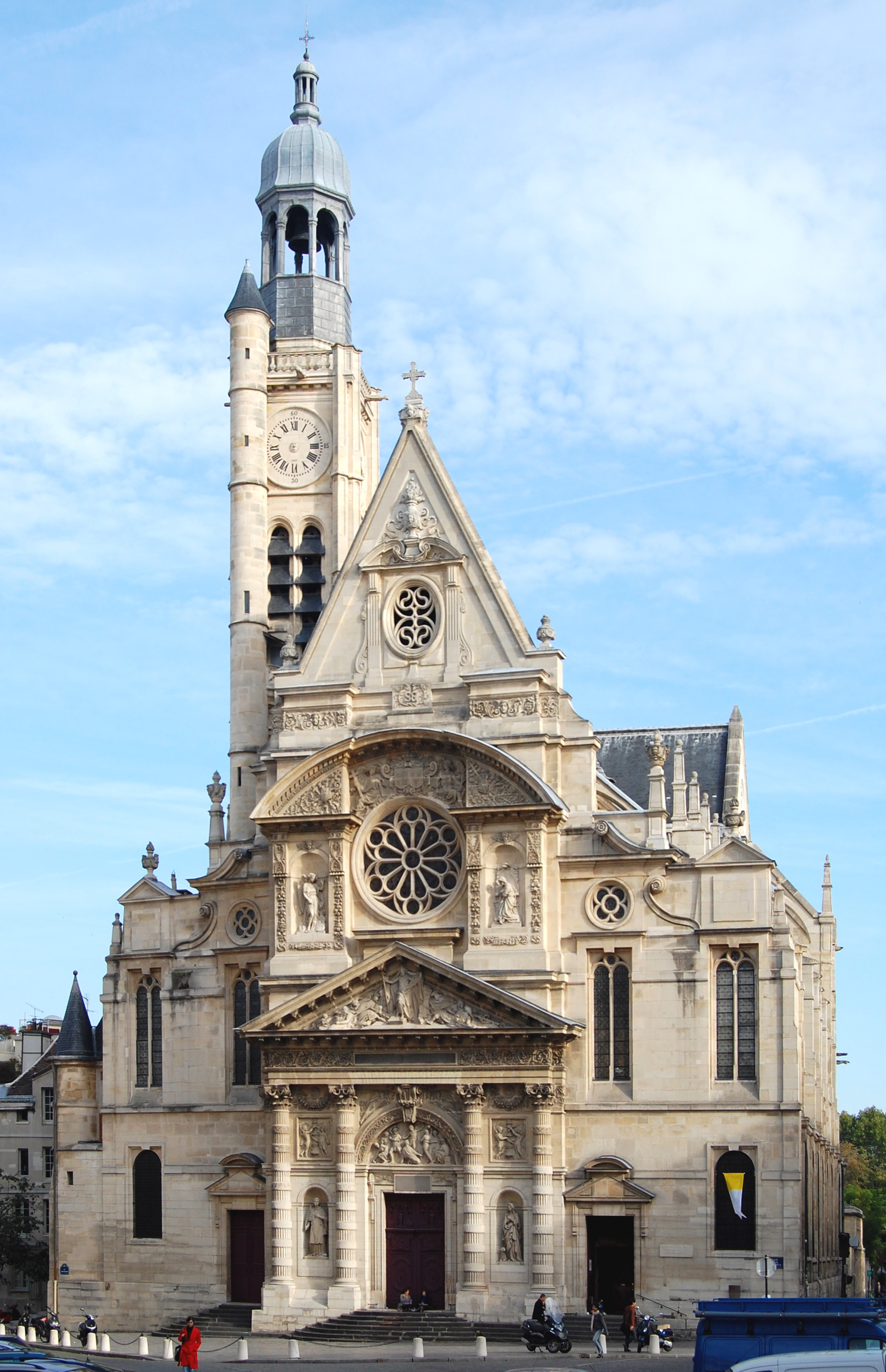
Maurice Duruflé war viele Jahrzehnte lang Organist an der Pariser Kirche St-Étienne-du-Mont.

## Kompositionen

### Orgel solo
- Scherzo op. 2 (1926)
- Prélude, Adagio et Choral varié sur le Veni Creator op. 4 (1930)
- Suite op. 5 (1932):
  - Prélude
  - Sicilienne
  - Toccata
- Prélude et Fugue sur le nom d’Alain op. 7 (1942)
- Prélude sur l’Introït de l’Epiphanie op. 13 (1961)
- Fugue sur le carillon des heures de la Cathédrale de Soissons op. 12 (1962)
- Méditation op. posth. (1964)
- Lecture à vue (unveröffentlicht)
- Fugue (unveröffentlicht)
- Lux aeterna (unveröffentlicht)

### Kammermusik
- Prélude, Récitatif et Variations op. 3 für Flöte, Bratsche und Klavier (1928)

### Klavier solo
- Triptyque op. 1: Fantaisie sur des thèmes grégoriens (1927/1943, unveröffentlicht)
- Trois Danses op. 6 (1932, Klavierfassung vom Komponisten):
  - Divertissement
  - Danse lente
  - Tambourin

### Klavier zu vier Händen
- Trois Danses op. 6 (1932, Transkription erstellt vom Komponisten):
  - Divertissement
  - Danse lente
  - Tambourin

### Zwei Klaviere
- Trois Danses op. 6 (1932, Transkription erstellt vom Komponisten):
  - Divertissement
  - Danse lente
  - Tambourin

### Orchesterwerke
- Trois Danses op. 6 (1932):
  - Divertissement
  - Danse lente
  - Tambourin
- Andante et Scherzo op. 8 (1940)

### Chorwerke
- Requiem op. 9 für Solisten, Chor, Orchester und Orgel (1947)
  - Version mit großem Orchester (1947)
  - Version mit Orgel (1948)
  - Version mit kleinem Orchester (1961)
- Quatre Motets sur des Thèmes Grégoriens op. 10 für Chor a cappella (1960):
  - Ubi caritas et amor
  - Tota pulchra es Maria
  - Tu es Petrus
  - Tantum ergo
- Messe Cum Jubilo op. 11 für Bariton, chorische Männerstimme (Schola) und Orchester (1966):
  - Version mit Orgel (1967)
  - Version mit großem Orchester (1970)
  - Version mit kleinem Orchester (1972)
- Notre Père op. 14 für vierstimmig gemischten Chor (1977)

### Sonstige Kompositionen
- Hommage à Jean Gallon (1953)
- Sicilienne aus der Suite op. 5 für kleines Orchester (Flöte, Oboe, Klarinette, Fagott, Horn und Streichquintett, unveröffentlicht)

### Transkriptionen
- Johann Sebastian Bach: Vier Choralvorspiele für Orgel, orchestriert von Maurice Duruflé (1942/1945):
  - Nun komm, der Heiden Heiland (18 Choräle)
  - Nun freut euch, lieben Christen gmein BWV 734
  - O Lamm Gottes unschuldig BWV 656 (18 Choräle)
  - In dir ist Freude BWV 615 (Orgelbüchlein)
- Louis Vierne: Soirs étrangers op. 56, für Violoncello und Klavier, orchestriert von Maurice Duruflé (1943):
  - Grenade
  - Sur le Léman
  - Venise
  - Steppe canadien
  - Poisson chinois
- Louis Vierne: Ballade du désespéré op. 61, poème lyrique für Tenor und Klavier, orchestriert von Maurice Duruflé (1943)
- Maurice Duruflé: Requiem op. 9, für Gesang und Klavier (1947)
- Johann Sebastian Bach: Zwei Choräle aus den Kantaten BWV 22 und 147, bearbeitet für Orgel solo von Maurice Duruflé (1952)
- Louis Vierne: Trois Improvisations für Orgel (Notre-Dame-de-Paris, November 1928), transkribiert von Maurice Duruflé (1954):
  - Marche épiscopale
  - Méditation
  - Cortège
- Charles Tournemire: Cinq Improvisations für Orgel (Ste. Clotilde, Paris, 1930/1931), transkribiert von Maurice Duruflé (1956–1958):
  - Petite rhapsodie improvisée
  - Cantilène improvisée
  - Improvisation sur le „Te Deum“
  - Fantaisie-Improvisation sur l’„Ave maris stella“
  - Choral-Improvisation sur le „Victimae paschali“
- Gabriel Fauré: Prélude de Pelléas et Mélisande, transkribiert für Orgel solo von Maurice Duruflé
- Robert Schumann: Lamentation, transkribiert für Orgel solo von Maurice Duruflé

## Hausorgel
Die Hausorgel von Maurice Duruflé wurde 1967 von Victor Gonzales erbaut. Die Register- und Spieltraktur ist elektrisch. Kurator der Orgel ist heute Frederic Blanc.
| I Grand orgue C–c4 |       |
| Flûte à fuseau     | 8′    |
| Prestant           | 4′    |
| Doublette          | 2′    |
| Plein jeu III      |       |
| Trompette          | 8′    |
| Cromorne           | 8′    |
| Chalumeau          | 4′ 2) |

| II Positif expressif C–c4 |        |
| Bourdon                   | 08′    |
| Flûte                     | 04′    |
| Quarte de nasard          | 02′    |
| Nasard                    | 2 ⁄3′  |
| Tierce                    | 1 3⁄5′ |
| Larigot                   | 1 ⁄3′  |
| Régale                    | 08′    |
| Chalumeau                 | 04′ 2) |

| III Récit expressif C–c4 |       |
| Principal                | 8′    |
| Dulciane                 | 8′    |
| Principal                | 4′    |
| Unda Maris               | 8′    |
| Cymbale III              |       |
| Régale                   | 8′ 1) |
| Trompette                | 8′ 1) |
| Clairon                  | 4′ 2) |

| Pédale C–g1   |        |
| Soubasse      | 32′    |
| Soubasse      | 16′    |
| Bourdon       | 08′    |
| Flûte conique | 04′    |
| Flûte         | 02′    |
| Trompette     | 08′ 1) |
| Régale        | 08′ 1) |
| Cromorne      | 08′ 1) |
| Clairon       | 04′ 2) |

- Koppeln: II/I, III/I, III/II, I/P, II/P, III/P
- Suboktavkoppel: II/I, III/I, III/II, III/III, II/II, I/I
- Superoktavkoppel: II/P, II/I, III/I
- 1) Transmission
- 2) Extension